# San Camillo de Lellis (Rom)

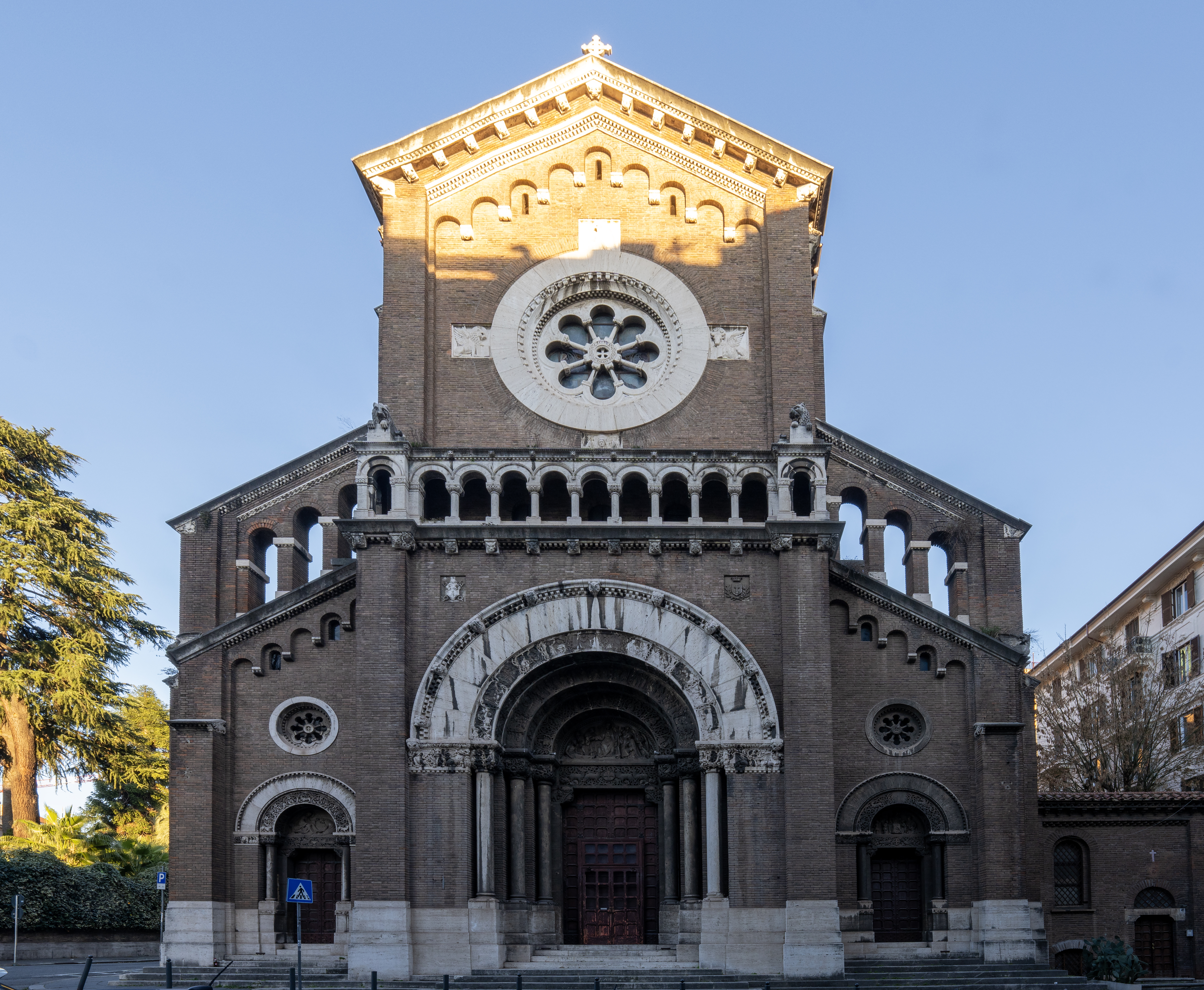

San Camillo de Lellis (lateinisch: Sancti Camilli de Lellis ad Hortos Sallustianos; deutsch: Kamillus von Lellis-Kirche) ist eine Titelkirche in Rom.

## Geschichte
Die Kirche wurde auf Initiative von Papst Pius X. durch Architekt Tullio Passarelli geplant. Grundsteinlegung war 1906 durch Antonio Kardinal Agliardi. Am 10. Mai 1910 wurde die Kirche als Pfarrkirche von Kardinalvikar Pietro Respighi mit dem Dekret costitutionem eingeweiht sowie der Ordensgemeinschaft der Kamillianer zur Nutzung anvertraut. Am 5. Februar 1965 wurde sie von Papst Paul VI. mit der Apostolischen Konstitution Sacris Romanae Ecclesiae zur Basilica minor und zur Titelkirche der römisch-katholischen Kirche erhoben. Namenspatron ist Kamillus von Lellis, einer der großen Caritas-Heiligen der Kirche. 
Die in den Jahren 1906 bis 1910 erbaute Kirche steht an der Ecke Via Piemonte/Via Sallustiana in Rom-Sallustiano. Unter der Kirche befand sich ein Teil der aqua Sallustiana, einer Wasserverbindung die aus den Gärten des Sallustius herkam und in das Tal zwischen dem Quirinal und dem Pincio floss.
Neben der Verwendung als Kirche der Ordensgemeinschaft der Kamillianer ist sie Pfarrkirche der Parrocchia San Camillo de Lellis.

## Kardinalpriester
- Paul Zoungrana MAfr (25. Februar 1965 bis 4. Juni 2000)
- Juan Luis Cipriani Thorne, seit 21. Februar 2001